# Heavy Starry Heavenly
『Heavy Starry Heavenly』（ヘヴィ・スターリィ・ヘヴンリー）は、2007年3月7日に発売された、the brilliant greenのボーカル、川瀬智子のソロプロジェクト「Tommy heavenly6」のセカンドアルバムである。発売元はソニー・ミュージックエンタテインメント。
通常盤と初回限定盤同時発売。初回限定盤は従来の初回盤の長方形のケースとは異なる形のケースで、PV6曲＋メイキング映像が収録されたDVDと写真を多数掲載した豪華ブックレットが付属された二枚組仕様と、シングル「Heavy Starry Chain」との連動企画で初回生産盤には抽選で贈呈される特製グッズの応募券封入。
収録曲は先行シングル5曲とC/W曲3曲＋アルバム用の新曲4曲の計12曲で構成。

## 概要
前作のアルバム「Tommy heavenly6」はグランジやオルタナティブ・ロックが中心で構成されたアルバムであるが、今作はハードロック、ゴシックメタル、プログレッシブ・ロックなどの曲で構成されたアルバムになっている。先行シングルは2006年6月7日にリリースされた「I'm Gonna SCREAM+」から2007年2月7日発売の「Heavy Starry Chain」まで1～2ヶ月おきの5枚連続リリースとなった。またアルバムに収録されているシングル・カップリング曲の一部は新たにリアレンジされて収録されている。
今作のアルバムコンセプトは「怖いけど可愛い」、略して「こわカワイイ」がテーマである。川瀬智子は2006年の秋頃から池田理代子著作の「ベルサイユのばら」や、ソフィア・コッポラが監督した映画「マリー･アントワネット」などに影響され、ジャケット、ブックレットの写真のセットと「Heavy Starry Chain」のPVのセットに豪華なケーキや人形などを小道具として使用している（当初は「I ♥ XMAS」のPVから豪華なドレスを着て制作したかったが、レンタル料金が高かったので断念した）。また初回限定盤・通常盤のCDケースには収録曲のタイトルが記載されている。シングル曲のタイトルの文字にはデザインの飾り文字の施されており、アルバム用の新曲4曲とシングルのC/W曲３曲は通常の字体で記載されている。
このアルバムを引き連れてソロ活動では初めての全国ツアー「Tommy heavenly6　Heavy Starry tour'07」が福岡県・愛知県・大阪府・東京都の4都市で開催され、サプライズゲストで今まで謎だった作曲者（the brilliant greenのメンバーの奥田俊作と松井亮）がゲストで登場した。

## 収録曲
1. Heavy Starry Chain
アルバムからの先行シングル。歌詞は失恋がテーマで「別れたけど好きな人との関係を断ち切りたく無い思い」を綴った歌詞。
2. stay away from me
「ぶっ飛ばしたカプチーノ」という歌詞が出てくる。アルバム収録曲。
3. I'm Gonna SCREAM+
シングル曲。タイトルに付いている「＋」とはタイアップであるカネボウ化粧品の製品「free plus」の「plus」を意識して付けたと川瀬がインタビューで語っている。元々はCM用でイントロ部分しか製作していなかったが、シングルとしてリリースが決定した際に残りのパートを製作した。なお放送された「free plus」のCMは川瀬智子本人がナレーションを担当していたが、2007年1月1日からNOKKOにバトンタッチした。なおアルバム盤には細かいコーラスが追加されている。
4. my bloody knee-high-socks
F・Fはファイナルファンタジーの略。アルバム収録曲。
5. DOOR MAT
アルバム収録曲。
6. Lollipop Candy♥BAD♥girl[album version]
ハロウィンシングル。ハロウィーンを記念して製作し記念日の10月31日にあやかり、総合時間が10分31秒のプログレッシブ・ロック曲である。元々この「Tommy heavenly6」プロジェクトはハロウィンの日にスタートしたかったが、時間の都合上出来なかったのいつか実現したいと考えていたようで、2006年に丁度チャンスが巡って来たので製作に着手したが思ったより難航したようで「何であんな事言ったんだろ」と何度も会議等で愚痴を零して後悔しては諦めそうになったがどうにかして完成した逸話がある。
フルver.は「マーチング→ワルツ→ハード・ロック→ワルツ→ハード・ロック」パートの順で構成されているがショートver.は1番のワルツパートが外されている。なおアルバムヴァージョンはハード・ロックパートを集め雨音や雷音などSEを外したアレンジで、このアレンジはシングル盤宣伝で出演した「ポップジャム」にて披露している（ただし途中までしか披露していない）。
川瀬は後のインタビューで「良い経験になったけどもう二度とやりたくないです(笑)」と語る。
7. THE CASE
シングル「I ♥ XMAS」のC/W曲、なお川瀬智子はC/W曲の歌詞に関しては基本的にファンへの感謝の思い、その日を出来事を綴っている。
8. ABOUT U
シングル「Pray」のC/W曲。ちなみに、ABOUT UのUはYOUの略。
9. I ♥ XMAS
クリスマスを記念したシングル曲。日本テレビ系列で放送している2時間ドラマ「火曜ドラマゴールド」の主題歌。歌詞はドラマ制作側から「働く女性のクリスマス」というテーマで要請されて制作された。
10. Pray
シングル曲でテレビ東京系列で放送しているアニメ「銀魂」の第一期OPテーマ。詳しくは「Pray」の項目参照。余談だが川瀬智子本人は「銀魂」の読者。なおアルバムヴァージョンはリマスタリングが施されたのか、低音が効いている。
11. GOING 2 MY WAY !
シングル曲「I'm Gonna SCREAM+」のC/W曲で歌詞はファンへの感謝の思いを綴った歌詞。タイトル中の「2」というのは歌詞に出てくる「going to my way」の「to」をもじったもの。シングル収録版は曲の終わりがフェードアウトだが、アルバム版はタンバリンが追加され、曲の終わりがフェードアウトではなくベースのイントロに戻って終わるようリアレンジが施された。
12. Lucky me
アルバム収録曲。歌詞はどこかへ引っ越してしまう友達への想いを綴ったもの。

- トータルプロデュース・全作詞／Tommy heavenly6
- 作曲・編曲・録音

John white（M1.2.4.5.7.9.12）
Jeffrey stevens（M3.11）
Chris Walker（M8.10）
Lucy henson/Brian Valentine（M6）

## 演奏
- 波多江健：Drums (#1.2.4.5.9.11.12)
- 小西昭次郎：Drums (#3.6)
- 伊藤隆博：Keyboards (#4.6)
- 沖山優司：Bass (#6)
- 佐野康夫：Drums (#10)

## DVD
初回限定盤に付属している特典DVD、収録曲はシングル5曲、前作のアルバム「Tommy heavenly6」収録曲「+gothic Pink+」のPVとメイキング映像が収録。なおシングル曲のPVはシングル盤の初回限定盤にも付属している。
製作は川瀬智子本人が企画・構成。監督はセキ☆リュウジと共同撮影し、編集作業は川瀬自らが自宅で自身所有のMacintoshを用い編集。PVに着用している衣装も川瀬本人がイメージに合う服を探して購入して使用。なお副音声で川瀬智子とセキ☆リュウジの解説と苦労話が収録。
「I'm Gonna SCREAM+」「pray」「Heavy Starry Chain」の三作のPVは川瀬智子が死神に扮して活躍する「死神3部作」として製作として収録、この三部作構想は「Lollipop Candy♥BAD♥girl」の製作が難航して一旦は断念したが、「Heavy Starry Chain」のPVの撮影前に思い出し、「I'm Gonna SCREAM+」で使用した鎌が急遽使用された。

### 収録作品
1. I'm Gonna SCREAM+
死神3部作第1弾。お菓子の国で川瀬智子扮する死神が謎の騎士と戦う。ゲストに食品会社「キユーピー」のキャラクター「たらこキユーピー」が参加。参加理由は川瀬本人が「たらこキユーピー」が好きだった為。PVの中には「Tommy february6」のメガネをかけた「たらこキユーピー」が登場した。
2. Pray
死神3部作第2弾。PVの世界は「銀魂」を意識して江戸時代風に製作。前作とは異なり、今作では忍者や武者と戦っている。このPVでは鎌ではなく刀に持ち替えて活躍（しかし、最後に武者と戦うときは弓と矢を用いている）。
3. Heavy Starry Chain
死神3部作事実上のラスト作。世界観は白雪姫をイメージして製作し、りんごを手にし、黒髪のウィッグを着用して撮影。ちなみに、川瀬本人はPV中に出てくる棺桶の着ぐるみを気に入っている。
4. Lollipop Candy♥BAD♥girl
ハロウィン記念シングル。このPVでもう一つのキャラクター「Tommy february6」と共演。ちなみ公式HP上では収録されているのはショートver.と記載されているが、何故かDVDに収録されたのはフルver.である。
5. I♥XMAS
2度目の「Tommy february6」との共演作、最近のPVではめずらしく屋外ロケが敢行された。クリスマスをイメージしたものか、Tommy february6はサンタクロースが出る部分から登場している、なお作中のサンタクロース役は川瀬智子の友人で発音指導をしてくれたティムという人物。
6. +gothic Pink+
前作のアルバム「Tommy heavenly6」収録曲のPV。前作のアルバムに収録されているReady?と同じロケ地で撮影されたことでファンの中では有名になっている。
7. Heavy Starry Chainメイキング映像

- 監督／Tommy heavenly6　セキ☆リュウジ
- 企画・構成・編集／Tommy heavenly6